# André Grandpierre
Pour les articles homonymes, voir Grandpierre.
André Grandpierre (né le 4 octobre 1894 à Pont-à-Mousson et mort le 4 juillet 1972 à Nancy), ingénieur et industriel français.

## Biographie

### Origines
Son père, Charles Grandpierre, ingénieur des Arts et Métiers, fit toute sa carrière à la Société des Hauts Fourneaux et Fonderies de Pont-à-Mousson et en devint le directeur commercial. Il fut nommé conseiller honoraire du commerce extérieur de la France (juin 1928). Sa mère, née à Metz, était la fille d'Eugène Colon, secrétaire perpétuel de l'Académie nationale de Metz dont il réussit à maintenir, sous l'annexion allemande, le caractère français. André Grandpierre a épousé, le 15 juillet 1924, Élisabeth Adrien (1898-1991), dont le père fut notamment président du Souvenir français à Nancy et le frère, Marcel Adrien, bâtonnier de l'ordre des avocats du Barreau de Nancy (1947-1949) et fondateur de l'Association Lorraine de Musique de Chambre (1947).

### Études
Après des études au collège de Pont-à-Mousson, puis au lycée Henri-Poincaré à Nancy, André Grandpierre intègre l'École Polytechnique en 1912, la même année que son frère jumeau, René Grandpierre. Sous-lieutenant d'Artillerie, grièvement blessé le 12 octobre 1914 à Fresnes-en-Woevre, il est fait chevalier de la Légion d'honneur à 20 ans, décoré par le général Joffre. Pendant sa convalescence, de 1915 à 1917, il suit les cours spéciaux de l'École libre des sciences politiques.

### Carrière
Entré le 1er mai 1918 à la société Pont-à-Mousson comme ingénieur, André Grandpierre, collaborateur et disciple de Camille Cavallier, y a poursuivi une carrière consacrée surtout à la gestion économique et sociale, aux réalisations nouvelles et à l'expansion sur les marchés extérieurs. Il devient en 1946 président de la Compagnie de Pont-à-Mousson et de la société des Fonderies de Pont-à-Mousson. Ayant atteint en octobre 1959 l'âge de 65 ans, il se retire de la présidence de ces sociétés dont il est nommé président d'honneur. Il consacre alors son activité à des fonctions d'intérêt général, notamment en qualité de président de l'Institut des hautes études scientifiques et, de juillet 1964 à juillet 1970, comme président du conseil de direction du Centre national du commerce extérieur (CNCE devenu Business France).

### Engagement économique et social
Lorrain de souche et profondément attaché à sa région, André Grandpierre a suivi l'exemple de son père et fait carrière au sein de la société Pont-à-Mousson à laquelle il a consacré sa vie. Après la Seconde Guerre mondiale, il  a participé au développement économique de l'industrie lorraine sur les marchés du monde entier. En Lorraine, il a créé sous sa présidence les mines de fer de Saizerais et de Mairy (Meurthe-et-Moselle). Dans d'autres domaines, il a créé l'Institut de recherche hydrologique de Nancy, participé à l'aménagement hydro-électrique des chutes de la Selves (Aveyron) et contribué à la réalisation de plusieurs usines hydro-électriques dans le Plateau Central et les Vallées du Lot et de l'Ariège. Il a également pris part aux études générales de l'axe fluvial Mer du Nord-Méditerranée. À la suite d'Henry Brun, il présida à compter de 1960 la Société industrielle de l'Est qui, par ses médailles, ses prix et toute autre forme d'encouragement, honorait et récompensait chaque année plusieurs milliers de travailleurs appartenant à des entreprises, publiques ou privées, de la région lorraine. Il fut membre du Conseil d'escompte de la Banque de France et vice-président de l'Union des industries métallurgiques et minières (devenue l'UIMM).
Le 1er juillet 1964, il est nommé président du Conseil de direction du Centre national du commerce extérieur (CNCE) par Valéry Giscard d'Estaing, alors ministre de l'économie et des finances. Pendant six ans de présidence active (1964-1970), André Grandpierre a rempli de nombreuses missions officielles à l'étranger (Amérique du Nord, du Sud, Côte d'Ivoire, Moyen-Orient, Thaïlande, Cambodge, Chine, Japon) à l'occasion desquelles il a été un véritable ambassadeur de l'économie française. Il présidera la délégation officielle française à l'exposition industrielle de Pékin du 22 novembre au 4 décembre 1965.
C'est également dans le domaine social que s'est distingué André Grandpierre en instituant dès 1946 la participation statutaire de l'ensemble du personnel de sa société dans les bénéfices sociaux, en créant un régime d'accession à la propriété pour le personnel à tous les échelons, des centres d'apprentissage et des bourses d'enseignement, en intéressant le personnel de production à la lutte contre les accidents du travail et en prenant des mesures de garantie et d'amélioration des retraites et du logement du personnel retraité.
Enfin, dans le domaine de l'éducation et de la culture, il présidera le conseil d'administration de l'Institut des Hautes Études Scientifiques à Bures (près d'Orsay). Il a été l'un des membres du Comité Rueff-Armand, dont il fut le rapporteur pour les problèmes de l'enseignement, du Comité du Plan de 10 ans de l'Enseignement, de plusieurs Groupes d'études des problèmes de la promotion sociale, du Groupe d'Études des Grandes Écoles. Il a donné son concours à la Commission d’Équipement scolaire du Plan.

## Sociétés savantes, clubs et associations
- Membre de l'Académie des sciences morales et politiques (1972)
- Membre de l'Académie de Stanislas (1952)

## Distinctions
- Croix de guerre 1914–1918, palme de bronze (1914)
- Médaille interalliée de la Victoire (1939)
- Officier d'académie
- Commandeur de l'ordre des Palmes académiques
- Commandeur de l'Ordre de l'Économie nationale
- Commandeur de l'Ordre du Mérite commercial et industriel
- Grand Officier de l'Ordre de la Couronne de Chêne de Luxembourg
- Grand Officier de l'Ordre d'Adolphe de Nassau
- Grand Officier du Nichan Iftikhar
- Commandeur de l'Étoile noire
- Médaille d'honneur du travail, vermeil (1955)
- Membre honoraire du Conseil de l'Ordre de la Légion d'honneur (1961)
- Grand-croix de la Légion d'honneur (1971)

## Ouvrages
Une Éducation pour notre Temps (Éditions Berger-Levrault février 1963)